# 党马乡
党马乡是中国陕西省商洛市商南县下辖的一个乡。2011年，党马乡被撤销，辖境并入城关镇。

## 行政区划
党马乡下辖以下行政区：
五里牌村、郭家村、皂角铺村、捉马沟村、碾盘村、黑漆河村、瓜山村、索峪河村。